# Inken Becher
Inken-Isabell Becher (* 2. September 1978 in West-Berlin, zeitweise verheiratet als Inken-Isabell Beeken) ist eine ehemalige deutsche Fußballspielerin.

## Karriere

### Vereine
Becher begann 1985 beim Berliner SV 92 mit dem Fußballspielen. Über die Stationen Hertha 03 Zehlendorf, SC Siemensstadt und Tennis Borussia Berlin kam die Abwehrspielerin 2003 zum 1. FFC Turbine Potsdam. Schon für Tennis Borussia Berlin spielte sie bereits in der Saison 2002/03 in der Bundesliga, erlebte sowohl den Aufstieg in diese, als auch den Abstieg aus dieser mit.
Die größten Erfolge konnte die Polizeibeamtin seit ihrem Wechsel nach Potsdam feiern. Mit Turbine wurde Becher zweimal Deutsche Meister, dreimal Pokalsieger und 2005 UEFA-Women’s-Cup-Sieger. 2007 kehrte sie zu Tennis Borussia Berlin zurück, wo sie nach der Saison 2007/08 ihre Karriere in der seinerzeit zweigleisigen 2. Bundesliga Nord aus gesundheitlichen Gründen vorerst beendete. Zur Saison 2010/11 trat sie in sechs Punktspielen erneut für Tennis Borussia Berlin in der 2. Bundesliga Nord an und stieg mit ihrer Mannschaft als Elftplatzierter ab. In der Saison 2011/12 bestritt sie – inzwischen Mittelfeldspielerin – in der drittklassigen Regionalliga Nordost neun Punktspiele – in denen sie zwei Tore erzielte – und beendete nach einer weiteren Verletzung 2012 endgültig ihre Karriere, nachdem sie ihr letztes Punktspiel am 13. November 2011 (10. Spieltag) beim 2:1-Sieg im Heimspiel gegen den FC Viktoria 1889 Berlin bestritten hatte.

### Nationalmannschaft
Becher bestritt für die A-Nationalmannschaft 13 Länderspiele. Ihr Debüt gab sie am 28. Mai 1997 in Kopenhagen bei der 0:3-Niederlage im Testspiel gegen die Nationalmannschaft Norwegens. Sie gehörte dem Kader für die Europameisterschaft  1997 an und bestritt ihr erstes Turnierspiel am 3. Juli 1997 im zweiten Spiel der Gruppe B beim torlosen Remis gegen die Nationalmannschaft Norwegens in Moss sowie ihr zweites am 6. Juli 1997 im dritten Gruppenspiel beim 2:0-Sieg über die Nationalmannschaft Dänemarks ebenfalls in Moss. Ihr drittes Turnierspiel hatte sie am 9. Juli 1997 in Karlstad beim 1:0-Sieg über die Nationalmannschaft Schwedens im Halbfinale. Ihr letztes Spiel als Nationalspielerin bestritt sie am 1. September 2005 in Burnaby beim 3:1-Sieg über die Nationalmannschaft Kanadas.

## Erfolge
- Europameister 1997
- UEFA-Cup-Sieger 2005
- Deutscher Meister 2004, 2006
- DFB-Pokal-Sieger 2004, 2005, 2006